# Четири годишња доба (филм)
Четири годишња доба (енгл. The Four Seasons) америчка је романтична комедија из 1981. у режији и по сценарију Алана Алде. Назив је настао по узору на истоимена четири концерта које је компоновао Антонија Вивалдија.

## Радња
Три брачна пара средње класе — Џек и Кејт Бароуз; Ник и Ен Калан; Дени и Клодија Зимер — живе у Њујорку и најбољи су пријатељи. Џек је морални адвокат, Кејт уредница часописа Fortune, Ник агент за осигурања и планер имовине, Ен домаћица и фотографкиња која ужива у фотографисању поврћа, Дени јефтини зубар који показује симптоме опсесивно-компулзивног поремећаја и хипохондрије, а Клодија неосетљива италијанска сликарка. Тромесечно, односно током сваког од четири годишња доба, три пара иду на одморе које је испланирала Кејт.

## Улоге
| Глумац        | Улога         |
| ------------- | ------------- |
| Алан Алда     | Џек Бароуз    |
| Керол Бернет  | Кејт Бароуз   |
| Елизабет Алда | Бет Бароуз    |
| Лен Кариу     | Ник Калан     |
| Сенди Денис   | Ен Калан      |
| Беатрис Алда  | Лиса Калан    |
| Бес Армстронг | Џини Њули     |
| Џек Вестон    | Дени Зимер    |
| Рита Морено   | Клодија Зимер |